# 大沢文也
大沢 文也（おおさわ ふみや、1991年9月11日 - ）は、日本の男性 キックボクサー、東京都足立区出身。元Krushライト級王者。現KNOCK OUT-BLACKライト級王者。

## 来歴
小学3年からボクシングを始める。中学2年になるとボクシングと同時進行で空手も習い始める。
高1年からキックボクシングをし、2009年にKrushに初参戦。

### 座右の銘
一生青春！
大沢文也オフィシャルブログ「一生青
春」Powered by Ameba
というものもやっている。

### Krush参戦
2012年Krush.23にて"狂拳"竹内裕ニと対戦、強烈な1R左フックで先制ダウンを取る。1R終わり間際にまた左フックで相手をロープの外に出すがダウン判定にはならず、2Rになると竹内の左フックが入り、ダウンし、大沢が仕返して、の接戦になった。3R竹内がダウンを奪いレフェリーが試合をストップ！ 竹内が壮絶な殴り合いを制した。しかし物凄い接戦でKrush.23で一番盛り上がった試合だった。

### ～K-1ライト級世界最強決定トーナメント～
世界最強を決めるK-1ライト級世界最強決定トーナメントでは1日3試合もする過酷なトーナメントである。ライト級に階級を上げてからはゴンナパーに敗れたのみの大沢、一回戦の相手は英雄伝説の王者リュウ・ウェイ大沢は身長・リーチ差を潰すように前へ出て2-0の判定勝ち、準決勝へ進む。
準決勝の相手は過去にも勝った記録がある恭士郎右アッパーを連打しストレートと右フックを打ちKO勝ちし決勝へ進んだ。
決勝の相手はK-1GYM相模大野クレスト所属の林健太。一回戦1RにゴンナパーをKOした篠原が上がってくると思われたが準決勝、林の右ストレートで1Rに篠原にを倒しKOし、決勝へやってきた。
1R左フックで先制ダウンを奪い、相手に何もさせずに終えた2Rに、林は圧力を発して前に出るとコーナーに詰めての右ストレート、ボディフックと大沢を攻める。大沢はガードを固め、ロープを背にしてフットワークで逃れるが、そこから左フックを返し、林をフラつかせる。しかし2度のダウンを奪われる。3RにカウンターをくらいKOされる。
林は『フックをまともにもらいすぎて、何があったかわからなくて凄くテンパりました』と発言していて物凄く評価される試合内容だった。初めての大阪大会にすごいインパクトを残し、K-1ライト級世界最強決定トーナメントで準優勝した。

### 第7代Krushライト級王者
一度負けてる瓦田と対戦が決まり、大沢にとっては今回がKrush王座3度目の挑戦であり、「これが最後のチャンス」と意気込む。
1Rと2Rは両者互角でローキックや、アッパーでペースを握ろうとする。
しかし3Rの終盤にに動く、
大沢が左ハイキックを放つと、これで瓦田がダウン
瓦田は立ち上がって挽回に向かうも力が入っておらず、終了のゴング。
プロ50戦目で遂にベルトを手にした。
「第7代Krushライト級王者・大沢文也です。夢のようで、ジムのみんな、サポートしてくれたトレーナー、本当にありがとうございます。スポンサーの方、先輩・後輩、仲間のみんな、おめでとうございます。Krush王座に初めて挑戦したのが10年前で、そこでベルトを取れず、K-1（ライト級世界最強決定トーナメント）の決勝でも負けて、またKrushのタイトルマッチでも負けて。ずっと1番取れなかったんですけど、ようやくチャンピオンになれました。でも泣かないです、僕は簡単には泣かないです（笑）。お礼を言いたい人はいっぱいいるんですけど、同じジムの寺島輝、龍華、本当にありがとう。龍華、今年か来年、このベルトを懸けてタイトルマッチやろう。で、ジムで一番強い、寺島輝がスーパー・ライト級で上に行くので、寺島と龍華をみなさん覚えて帰ってください。それとタイトルマッチ予想でオレが負けるとか言ってた選手、みんなクソくらえ、俺がチャンピオンだ！」
みんなから祝福の声がある中、K-1、3階級制覇の武尊も大沢が王者になったことを嬉しいとゴング格闘技の記事で語っていた。

### 王座陥落
2023年1月21日、Krush.145のメインイベントでKrushライト級タイトルマッチとして挑戦者・里見柚己と対戦し、判定3-0（30-28×2、29-28）で判定勝ちを収め初防衛に成功したが、後日映像検証で大沢が1R2:54において里見の蹴り足を掴んでバランスを崩した後の攻撃でダウンを取った反則行為が確認されたため無効試合となり、防衛記録は取り消された。
2023年6月16日、Krush.150のメインイベントでKrushライト級タイトルマッチとして挑戦者・里見柚己と再戦し、判定0-2で判定負けを喫し、王座から陥落した。

## 戦績
| キックボクシング 戦績 | キックボクシング 戦績 | キックボクシング 戦績 | キックボクシング 戦績 | キックボクシング 戦績 | キックボクシング 戦績 | キックボクシング 戦績 |
| --------------------- | --------------------- | --------------------- | --------------------- | --------------------- | --------------------- | --------------------- |
| 57 試合               | (T)KO                 | 判定                  | その他                | 引き分け              | 無効試合              |                       |
| 33 勝                 | 3                     | 28                    | 2                     | 3                     | 1                     |                       |
| 21 敗                 | 5                     | 17                    | 0                     | 3                     | 1                     |                       |

| 勝敗 | 対戦相手                           | 試合結果                         | 大会名                                                                                       | 開催年月日     |
| ○    | 大谷翔司                           | 3R終了判定3-0                    | MAROOMS presents KNOCK OUT 2025 vol.3【KNOCK OUT-BLACKライト級タイトルマッチ】               | 2025年5月19日  |
| ○    | ペットサムイ・シムラ               | 3R終了判定3-0                    | Krush.163                                                                                    | 2024年7月27日  |
| ○    | 友尊                               | 3R終了判定3-0                    | K-1WORLDMAX2024                                                                              | 2024年3月20日  |
| ×    | 大谷翔司                           | 判定0-2                          | Krush.156                                                                                    | 2023年12月17日 |
| ○    | 東山央貴                           | 3R終了 判定3-0                   | AZABU PRESENTS K-1 WORLD GP 2023～スーパー・ウェルター級＆女子フライ級ダブルタイトルマッチ～ | 2023年7月17日  |
| ×    | 里見柚己                           | 3R終了 判定0-2                   | Krush150【Krushライト級タイトルマッチ】                                                      | 2023年6月16日  |
| -    | 里見柚己                           | 1R 2:54 反則行為のため無効       | Krush145【Krushライト級タイトルマッチ】                                                      | 2022年1月21日  |
| ○    | デンサヤーム・アユタヤファイトジム | 3R終了判定 3-0                   | ECO信頼サービス株式会社 PRESENTS K-1 WORLD GP 2022 JAPAN                                     | 2022年8月11日  |
| ○    | 瓦田脩二                           | 3R終了 判定3-0                   | Krush.136【Krushライト級タイトルマッチ】                                                     | 2022年4月30日  |
| ○    | 弘輝                               | 3R終了 延長判定3-0               | K-1 WORLD GP 2021 JAPAN～スーパー・ウェルター級＆フェザー級ダブルタイトルマッチ～            | 2021年12月4日  |
| ×    | 卜部功也                           | 3R終了 判定0-3                   | ECO信頼サービス株式会社 PRESENTS K-1 WORLD GP 2021 JAPAN ～K-1ライト級タイトルマッチ～       | 2021年7月17日  |
| ○    | 川崎真一朗                         | 3R終了 延長判定3-0               | Krush.123                                                                                    | 2021年3月27日  |
| ×    | 瓦田脩二                           | 3R終了 判定1-2                   | K-1 WORLD GP 2020 JAPAN～K-1冬の大一番～                                                     | 2020年12月13日 |
| ×    | 蓮見光                             | 2R 2:16 KO（右アッパー）         | Krush.114                                                                                    | 2020年7月11日  |
| ○    | ワン・ジーウェイ                   | 反則                             | Krush.105                                                                                    | 2019年9月16日  |
| ○    | 里見柚己                           | 3R終了 判定3-0                   | K-1 WORLD GP 2019 JAPAN ～K-1スーパー・バンタム級世界最強決定トーナメント～                  | 2019年6月30日  |
| ×    | 篠原悠人                           | 3R終了 延長判定0-3               | K-1 WORLD GP 2019 JAPAN ～K'FESTA.2～                                                        | 2019年3月10日  |
| ×    | 林健太                             | 3R 1:52 KO（ストレート）         | K-1 WORLD GP 2018 JAPAN～K-1ライト級世界最強決定トーナメント～決勝                           | 2018年12月8日  |
| ○    | 恭士郎                             | 2R 2:00                          | K-1 WORLD GP 2018 JAPAN～K-1ライト級世界最強決定トーナメント～準決勝                         | 2018年12月8日  |
| ○    | リュウ・ウェイ                     | 判定2-0                          | K-1 WORLD GP 2018 JAPAN～K-1ライト級世界最強決定トーナメント～一回戦                         | 2018年12月8日  |
| ×    | ゴンナパー・ウィラサクレック       | 3R終了 判定0-3                   | Krush.93                                                                                     | 2018年9月30日  |
| ○    | “バズーカ”巧樹                     | 3R終了 判定3-0                   | Krush.88                                                                                     | 2018年5月17日  |
| ○    | 恭士郎                             | 3R終了 延長判定3-0               | Krush.86                                                                                     | 2018年3月10日  |
| ○    | 青津潤平                           | 3R終了 判定3-0                   | Krush.83                                                                                     | 2017年12月9日  |
| ×    | 郷州征宜                           | 判定0-3                          | Krush.78【60kg次期挑戦者決定トーナメント・決勝戦】                                           | 2017年8月6日   |
| ○    | 横山巧                             | 判定3-0                          | Krush.76【次期挑戦者決定トーナメント・準決勝】                                               | 2017年5月28日  |
| ○    | 稲石竜弥                           | 判定3-0                          | Krush.74【次期挑戦者決定トーナメント・一回戦】                                               | 2017年3月3日   |
| ×    | 朝久泰央                           | 判定0-2                          | Krush.70                                                                                     | 2016年10月15日 |
| ○    | 原田ヨシキ                         | 延長判定3-0                      | Krush.70                                                                                     | 2016年7月18日  |
| ○    | 島野浩太朗                         | 判定3-0                          | K-1 WORLD GP 2015 IN JAPAN ～THE CHAMPIONSHIP～                                              | 2015年11月21日 |
| △    | 遠藤信玄                           | 判定1-0                          | K-1 WORLD GP 2015 ～-70kg初代王座決定トーナメント                                            | 2015年7月4日   |
| ×    | 剣闘士“俊”                         | 3R終了 判定0-3                   | Krush.54                                                                                     | 2015年5月4日   |
| ○    | 明戸仁志                           | 3R終了 判定2-0                   | Krush.52                                                                                     | 2015年3月14日  |
| ○    | 渡辺武                             | 3R終了 判定3-0                   | Krush.46                                                                                     | 2014年10月5日  |
| △    | レオナ・ペタス                     | 3R終了判定0-1                    | Krush.44                                                                                     | 2014年8月9日   |
| ×    | 闘士                               | 3R終了 判定0-3                   | Krush.41                                                                                     | 2014年5月11日  |
| ×    | 北井智大                           | 3R終了3-0                        | Krush.39                                                                                     | 2014年3月8日   |
| ○    | 島野浩太朗                         | 3R終了 判定2-0                   | Krush.36                                                                                     | 2014年1月4日   |
| ○    | 中村圭佑                           | 3R終了 判定3-0                   | Krush.33                                                                                     | 2013年9月21日  |
| ×    | 卜部功也                           | 3R終了 判定0-3                   | Krush.29【ISKA世界ライト級王者決定トーナメント準決勝】                                       | 2013年6月16日  |
| ○    | 卜部功也                           | 反則                             | Krush.27                                                                                     | 2013年3月20日  |
| ×    | "狂拳"竹内裕二                     | 3R 1:35 KO（左フック）           | Krush.23                                                                                     | 2012年10月8日  |
| ×    | 卜部弘嵩                           | 1R 2:48 KO（バックスピンキック） | Krush.20                                                                                     | 2012年7月21日  |
| ○    | 後藤勝也                           | 判定2-1                          | Krush.19【Krush -60kg級挑戦者決定戦】                                                        | 2012年6月8日   |
| ○    | 悠矢                               | 判定3-0                          | Krush-EX 2012 vol.2【Krush -60kg級挑戦者トーナメント・準決勝】                               | 2012年4月22日  |
| ○    | 森重真                             | 1R 2:06 KO（右クロス）           | Krush-EX 2012 vol.2【Krush -60kg級挑戦者トーナメント・ 一回戦】                              | 2012年4月22日  |
| ×    | 鈴木雄三                           | 判定0-3                          | Krush.16                                                                                     | 2012年2月17日  |
| △    | 後藤 勝也                          | 判定0-1                          | Krush.14                                                                                     | 2011年12月9日  |
| ×    | 小川翔                             | 延長判定0-3                      | Krush YOUTH GP 2011 開幕戦I【Krush YOUTH GP 2011トーナメント・Aブロック一回戦】              | 2011年10月10日 |
| ○    | 生井宏樹                           | 3R 1:21 KO                       | Krush -70kg初代王座決定トーナメント ～開幕戦～                                               | 2011年10月15日 |
| ×    | 中村 圭佑                          | 判定3-0                          | Krush-EX 2011 vol.1                                                                          | 2011年2月13日  |
| ×    | 遠藤信玄                           | 3R終了 判定0-3                   | J-NETWORK FORCE for the TRUTH of J 4th                                                       | 2010年8月22日  |
| ×    | 加賀隆史                           | 1R 負傷判定0-3                   | REBELS-EX                                                                                    | 2010年7月19日  |
| ○    | 森重真                             | 3R終了 判定3-0                   | J-NETWORK FORCE for the TRUTH of J 2nd                                                       | 2010年5月3日   |
| ×    | 卜部功也                           | 3R 1:24 KO（飛び膝蹴り）         | Krush-EX                                                                                     | 2009年12月4日  |
| ○    | 石井真一                           | 3R終了 判定3-0                   | RISE 59 【RISING ROOKIES CUP 60kg級 決勝戦】                                                 | 2009年10月4日  |
| ○    | 中務幸信                           | 3R終了 判定3-0                   | RISE56 ～RISING ROOKIES CUP～ 【RISING ROOKIES CUP 60kg級 一回戦】                           | 2009年6月28日  |
| ×    | 木村健太郎                         | 3R終了 判定0-2                   | J-FIGHT in SHINJUKU vol.8                                                                    | 2009年4月5日   |
| ○    | 渡部賢                             | 3R終了 判定3-0                   | J-FIGHT in SHINJUKU vol.7                                                                    | 2009年1月18日  |

### KNOCK OUT-UNLIMITED
| 勝敗 | 対戦相手     | 試合結果      | 大会名          | 開催年月日     |
| ○    | 祖根寿麻     | 3R終了判定3-0 | THE KNOCKOUT    | 2025年6月22日  |
| ○    | バズーカ巧樹 | 3R終了判定3-0 | K.O CLIMAX 2024 | 2024年12月30日 |

### エキシビション
| 勝敗 | 対戦相手 | 試合結果 | 大会名         | 開催年月日     |
| -    | 高山涼深 | 2分2R    | THE REBORN 2nd | 2022年10月15日 |

## 獲得タイトル
- 第7代Krushライト級王者
- 第3代KNOCK OUT-BLACKライト級王者
- RISE RISING ROOKIES CUP 60kg級 優勝
- Krush -60kg級挑戦者決定戦 優勝
- K-1 2018 K-1ライト級世界最強決定トーナメント 準優勝

## 入場曲
- BANTY FOOT 「交差点 feat. EXPRESS」
- DOBERMAN INFINITY「We are the one」

## 出演

### ウェブテレビ
- 隣の恋は青く見える3（2022年8月14日- 、AbemaTV）